# Bembo

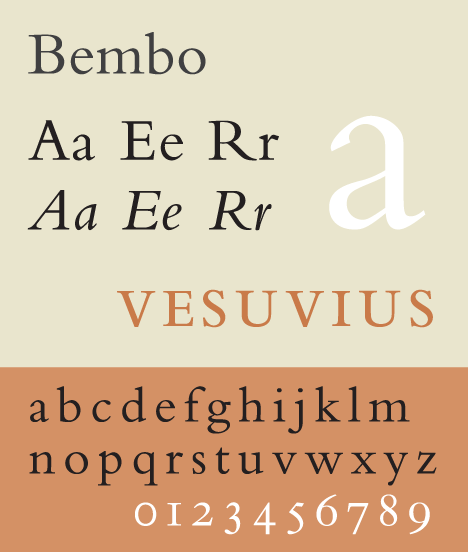
Ejemplo de la tipografía Bembo.

Bembo es un tipo de letra con remates (serif) utilizada generalmente para el texto principal de un escrito. Creado por la rama británica de la Corporación Monotype en 1929, pertenece al grupo de fuentes tipográficas de «estilo antiguo», con su estilo regular o romano basado en un diseño de 1495 de Francesco Griffo para la imprenta veneciana de Aldo Manucio; a veces se la llama genéricamente «Aldine roman». Fue bautizada así por el nombre de la primera publicación de Manucio, un pequeño libro de 1496 del poeta y clérigo Pietro Bembo. La variante cursiva de Bembo se basa en el trabajo de Giovanni Antonio Tagliente, un calígrafo que trabajó como impresor en la década de 1520, después de la época de Manucio y Griffo.
Monotype creó Bembo durante un período de interés permanente en la impresión del Renacimiento italiano, bajo la influencia del ejecutivo de Monotype y del historiador de impresión Stanley Morison. Era la continuación de un renacimiento anterior más fiel de la obra de Manucio denominado Poliphilus, cuya reputación fue eclipsada en gran medida por Bembo. Alfred Fairbank tampoco recibió la misma atención que la versión normal de Bembo.
Desde su creación, Bembo ha disfrutado de una popularidad continua como un tipo de letra atractivo y legible. Entre los usuarios destacados de Bembo se incluyen Penguin Books, Oxford University Press, Cambridge University Press, la National Gallery, Yale University Press y Edward Tufte. Bembo ha sido lanzado en versiones para fotocomposición y en varios relanzamientos como fuentes digitales por Monotype y otras compañías.
- Datos: Q816361
- Multimedia: Bembo / Q816361